# John A. Macdonald
Sir John Alexander Macdonald (11 tháng 1 năm 1815 - 6 tháng 6 năm 1891), là thủ tướng đầu tiên của Canada (1867-1873, 1878-1891). Là nhân vật chủ chốt trong Liên bang Canada, ông đã có một sự nghiệp chính trị kéo dài gần nửa thế kỷ. Macdonald có 19 năm đảm nhiệm vị trí Thủ tướng Canada; chỉ có William Lyon Mackenzie King giữ chức này lâu hơn ông.
Macdonald sinh ra ở Scotland; khi ông còn bé, gia đình đã di cư đến Kingston trong khu thuộc địa của Upper Canada (ngày nay là đông Ontario). Ông theo làm tập sự cho một luật sư địa phương, nhưng người này đã chết trước khi Macdonald đủ tư cách pháp nhân để mở văn phòng luật sư, mặc dù vậy, ông vẫn mở một văn phòng. Macdonald đã tham gia kiện tụng vài vụ án lớn và nhanh chóng trở nên nổi tiếng ở Kingston, do đó ông đã giành được một ghế trong hội đồng lập pháp năm 1844.